# مصطفى أفندي عثمان مكاوي
مصطفى افندي تلقى تعليمه الأولي في مدينة حلفا ثم أكمل الثانوي بكلية غردون (التي تأسست في عام 1902 م لتعليم المراحل الابتدائية واضيفت اليها المرحلة الثانوية عام 1908م وصارت فيما بعد جامعة الخرطوم) ثم ذهب إلى المملكة المصرية وتم قبوله والتحق بالمدرسة الحربية سنة 1918.

كان السودان في ذاك الوقت يحكمه الحكم الثنائي. وتخرج في المدرسة الحربية بالمملكة المصرية سنة 1920 حائزا على درجات عالية جدا وأداء متميز. فنال أعجاب كل قادة المدرسة الحربية. ذلك جعله يتخرج حائزا على المرتبة الأولى على الدفعة التي تضم عدد قليل من السودانيين وكثير من الطلبة الحربيين المصريين.

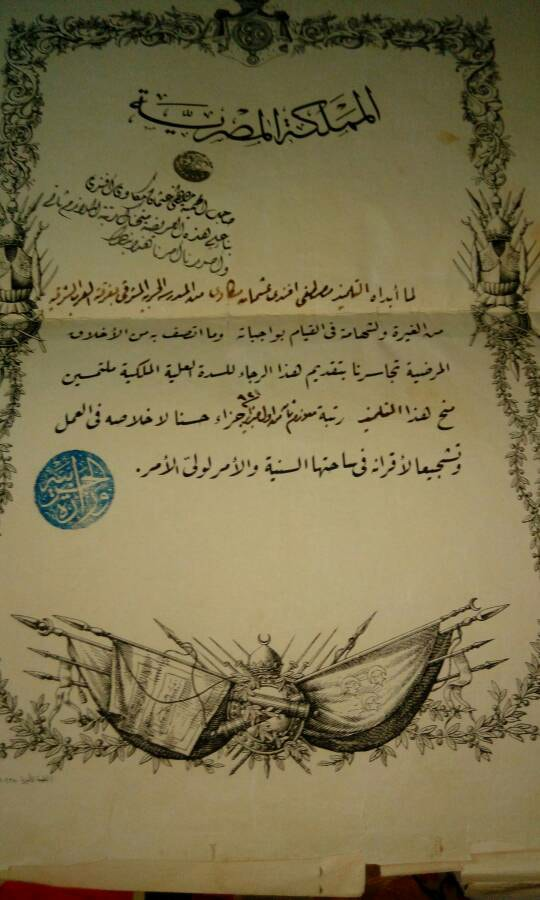
شهادة تعيين مصطفى برتبة ملازم تاني بالمملكة المصرية

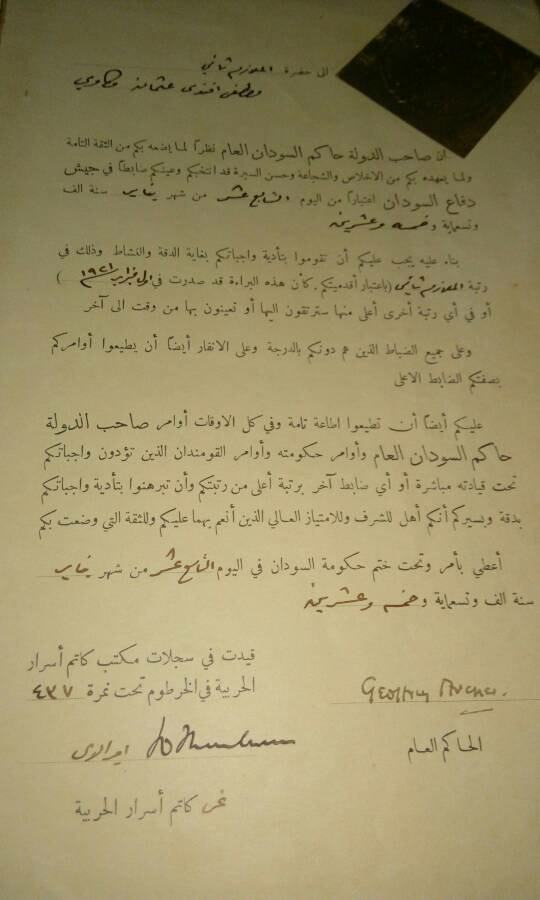
شهادات تعيين مصطفى أفندي بقوات دفاع السودان عربي 1

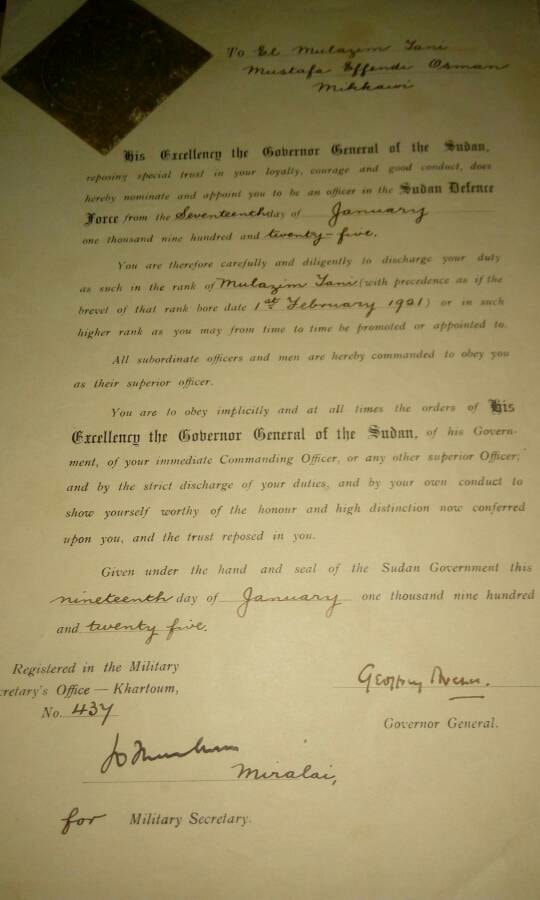
شهادة تعيين مصطفى أفندي بقوات دفاع السودان انجليزي2

ثم منح سيف الشرف (الذي نحت عليه اسمه وتاريخ تخرجه) وتم تصنيع هذا السيف بلندن، اهدي (مصطفى افندي) ذلك السيف يوم تخرجه في سنة 1920.

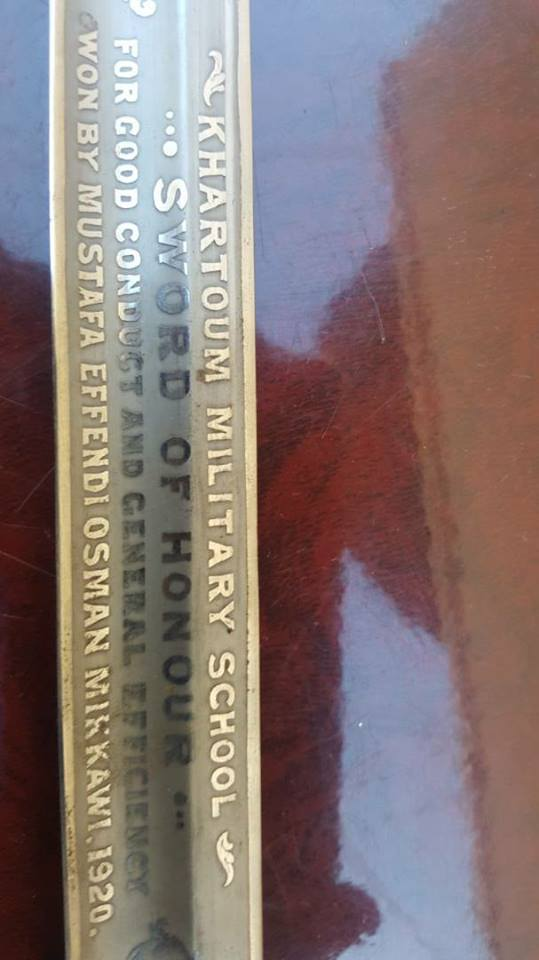
تم منحه سيف الشرف عند تخرجه في المدرسة الحربية بالمملكة المصرية 1920

وكان في ذلك الوقت تنسيق بين المملكة المصرية والإنجليز باستيعاب عدد قليل جدا من السودانيين للانضمام للمدرسة الحربية المصرية ومدرسة الخرطوم الحربية بالتنسيق بين المدرستين الحربيتين بمصر والسودان. على ان يتعين خريجي المدرسة الحربية المصرية من السودانيين بعد تخرجهم بقوات دفاع السودان. على ان يعملوا لمدة عامين تحت مسمى تجربة الأداء. ثم بعد اجتياز تجربة الأداء تتم اجازتهم كضباط برتبة ملازم ثاني.
لكن مصطفى افندي الذي نال اعجاب القادة بالمدرسة الحربية بالمملكة المصرية واظهر أداء مميز.
تم تعيينه برتبة ملازم ثاني مباشرة في جيش المملكة المصرية وذلك في بداية عام 1921. وابتعاثه إلى حامية كسلا ليعمل هناك ضمن وحدات الجيش المصري التي تعمل في اجزاء متفرقة من السودان ويشغلها ضباط مصريين.
عمل مصطفى أفندي في حامية كسلا (الهجانة) منذ بداية العام 1921. رجع في اجازة قصيرة ليتزوج في عام 1922 من السيدة فاطمة أحمد صادق. ثم ذهب هو وزوجته إلى كسلا حيث انجبا أكبر ابناءهما محمد الحسن في العام 1923.
ثم واصل مصطفى افندي عمله كضابط برتبة ملازم تاني في حامية كسلا حتى منتصف عام 1924. حيث ظهرت جمعية اللواء الابيض السرية التي اسسها كل من (الضابط علي عبد اللطيف وعبيد حاج الأمين وأخرون) التي ضمت 150 عضوا من السودانين والاف المناصرين السودانيين وعدد من الضباط المصريين المناصرين لهذه الجمعية.

### أهداف جمعية اللواء الابيض
ضم السودان لمصر وتوحيد الشعبين وربط كفاح الجمعية بكفاح شعب مصر ومناهضة الأحتلال الإنجليزي.
وكان معظم عضويتها من صغار الضباط والطلبة الحربيين وبعض التجار والمثقفين. وكانت لها رسوم شهرية وهي مبلغ 20 قرش لكل عضو وكان النادي المصري يدفع لها مبلغ 50 جنيه شهريا.
وكانت جمعية سرية. وقد انضم مصطفى افندي لجمعية اللواء في عام 1924 م.
في اواخر عام 1924 م في نوفمبر تم اغتيال السير لي ستاك الإنجليزي والحاكم العام للسودان في مصر.
و أيضا قامت مظاهرة حاشدة في الخرطوم قام بها الطلبة الحربيين وبعض المثقفين. وفي نفس هذا العام قامت حركة المناضل عبد الفضيل الماظ المسلحة. كل هذه الاحداث المتسارعة والقوية جعلت قوات الاحتلال الإنجليزية تقوم بعمل ترتيبات قاسية وهي
قفل مدرسة الخرطوم الحربية نهائيا. ثم اعتقال الطلبة الحربيين وسجنهم بسجن كوبر.
قام اصدقاء مصطفى افندي من الضباط المصريين الذين يعملون بالسودان بتنبيهه بضرورة التخلص من أي مستند يدل على انضمامه لجمعية اللواء الابيض كما فعلوا هم ذلك.
وبالفعل قام مصطفى بحرق جميع المستندات والايصالات المالية التي تشير لجمعية اللواء الأبيض.
حتى أواخر عام 1924 وبداية عام 1925 م لم تشك قوات الاحتلال الإنجليزي بالضباط المصريين الذين يعملون بالسودان بأن لهم علاقة أو أي صلة بمظاهرات طلبة مدرسة الخرطوم الحربية أو باي علاقة لهم بجمعية اللواء الابيض. وكذلك لم يشك الإنجليز بانضمام مصطفى أفندي لجمعية اللواء الأبيض.
و في يناير 1925 تم استيعاب وتحويل مصطفى عثمان من الجيش المصري إلى قوات دفاع السودان واعتبار تعينه بقوات دفاع السودان هو نفس تاريخ تعيينه بالجيش المصري سنة 1921 م. ومن ثم تمت ترقيته لملازم أول في مارس 1925 م.
ثم في منتصف إلى أواخر عام 1925 م. بدأت سلطة الإحتلال تشك في ان هناك دور (للضباط المصريين الذين يعملون بالسودان) بجمعية اللواء الابيض. وبدءوا بفتح التحقيق من جديد ومن ثم إعادة محاكمة علي عبد اللطيف وعبيد حاج الامين ومن ثم الحكم عليهم بالسجن لمدة 10 سنوات
بعد أن استشهد عبد الفضيل الماظ. تم اعتقال كل من (حسن فضل المولى خريج المدرسة الحربية المصرية 1920 م (دفعة مصطفى أفندي), ثابت عبد الرحيم، سليمان عمر، على البنا).
وتمت محاكمتهم وصدر الحكم عليهم بالأعدام رميا بالرصاص
وهم الاربعة على خشبة تنفيذ الإعدام.

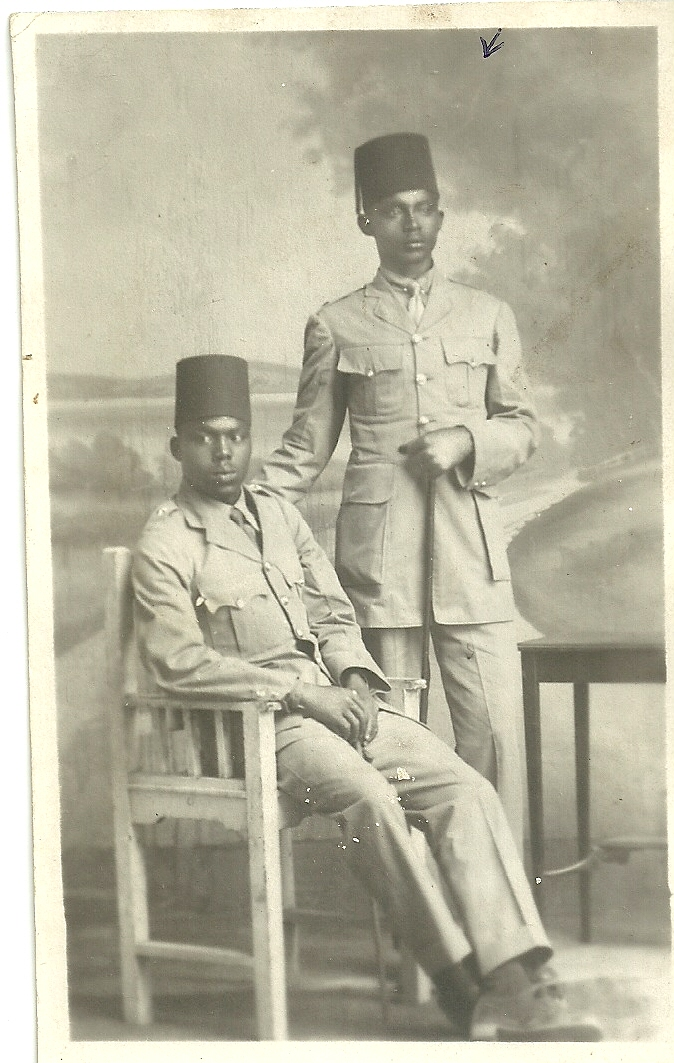
مصطفى أفندي واقفا و حسن فضل المولى(الذي أعدمته سلطة الإحتلال البريطاني رميا بالرصاص سنة 1924 م)

تم حل وثاق الضابط على البنا الذي تعدل الحكم عليه بعشر سنوات (ليلحقه فيما بعد بنفس الحكم عشرة سنوات كل من علي عبد اللطيف وعبيد حاج الأمين مؤسسا جمعية اللواء الأبيض).
و تم تنفيذ إعدام الثلاثة الباقين مباشرة رميا بالرصاص
ابتداءا بحسن فضل المولى أمام أعين الطلبة الحربيين المعتقلين.
و أيضا طاردت الشرطة الإنجليزية سيد فرح خريج المدرسة الحربية عام 1922م (أحد الضباط المنضمين لجمعية اللواء الأبيض من أبناء دلقو المحس) ومشارك في حركة عبد الفضيل المسلحة. فكانت الاوامر باعتقاله مباشرة فكان (مطلوبا حيا أو ميتا) لكنه استطاع الهرب بمساعدة جيش الأورط المصري الموجود بحامية الخرطوم بحري ثم استطاع الدخول إلى أرياف مصر والاختباء هناك.
وقامت سلطات الاحتلال بالتحقيق مع مصطفى أفندي وإتهامه بانتمائه لجمعية اللواء الابيض لكنهم لم يجدوا بحوزته أي مستند أو دليل يثبت ذلك. فقاموا بإحالته للمعاش المقيد بانه تحت الاستدعاء في أي وقت وذلك لمنعه من محاولة إعادة خدمته بالجيش المصري. وقامت سلطة الأحتلال الأنجليزية بطرد كل الضباط المصريين الذين يعملون بالسودان. وبذلك أنهت كل ما يتعلق بجمعية اللواء الابيض. وايضا انفردت بحكم السودان باستبعاد كل الضباط المصريين الذين يمثلون المملكة المصرية.
تم بعد ذلك تم ترحيل مصطفى افندي إلى الشمالية إلى قرية قبة سليم. ثم كافأته المملكة المصرية بإعطائه معاش إضافة إلى معاشه من قوات دفاع السودان. 
إ
بعد ان رجع مصطفى افندي إلى قبة سليم تفرغ لاستصلاح أراضيه الزراعية في كل من قبة سليم ونلوة وجزيرة صواردة. وبإقامة بعض الأعمال الإستثمارية مثل عمل مشروع ترحيلات (السكوت _حلفا) بشراءه عربتين لوري (ظل هذا المشروع من 1930حتى عام 1937) وأيضا شراء اسهم عدة مرات بازمان مختلفة من (شركة مصر للنقل والملاحة) و (شركة مصر لغزل نسيج القطن) .
ثم في عام 1927 تزوج زوجته الثانية حفصة عباس وبعدها بعدة سنوات تزوج من زوجته الثالثة زينب عابدين.
وظل مستقرا بقبقريةة سليم حتى عام 1940 م تم استدعائه إلى الخرطوم من قبل جيش الاحتلال واعادته إلى الخدمة ضمن قوات دفاع السودان.
و عند وصوله الخرطوم اجتمع به قادة الجيش الإنجليزي هو وعدد من الضباط والجنود السودانيين و
لكنها كانت حرب صعبة ومنطقة مرتفعة ووعرة جدا باريتريا وقد تحصن فيها جنود إيطاليا تحصنا متكاملا تاما ويصعب اختراقهم. وهي المعركة الشهيرة(معركة كرن 1941 م) التي تحدث عنها التاريخ كثيرا وأنها من أصعب المعارك. 
فقد تمكنت القوات البريطانية بفضل شجاعة وقوة واصرار الضباط والجنود السودانيين من هزيمة جيش إيطاليا.
اثبتت هذه المعركة لكل العالم أن ضباط وجنود السودان من اشرس وأشجع الجنود.
و تحررت كرن الاريترية وإنسحبت كل القوات الايطالية.
رجع بعد هذه الحرب مصطفى افندي مع باقى الضباط والجنود السودانيين إلى الخرطوم.ن
فكان برتبة ملازم أول بوظيفة كوارتر ماستر أوفيسر في (حرب كرن) . وكانوا كلهم فخر بهذا الانتصار وكانوا أيضا كلهم أمل باستقلال السودان كما وعدهم قادة الجيش الإنجليزي بأن سياسة بريطانيا تقتضي بمنح السودان استقلاله لو استطاعت تحرير اريتريا من القوات الإيطالية.
الا ان الاحتلال الإنجليزي نقض عهده ولم يمنح السودان استقلاله. واصاب السودانيين من قوات دفاع السودان العائدين من حرب كرن احباط شديد عندما نكصت سلطة الاحتلال بوعدها.
رجع بعدها مصطفى افندي 1942 م من الخرطوم إلى قريته قبة سليم مرة أخرى وهو محبط وقد اصابته أزمة في الصدر بسبب انهم اضطرتهم ظروف المعركة هو ومن معه من جنود للبقاء في الماء لساعات طويلة خلال اليوم استمروا على الحال لأسابيع قبل وصولهم لكرن..
وبدأ يزداد معه المرض ويشتد من حين لاخر.
إلى ان اشتد عليه في عام 1956 وكان سببا للسفر إلى القاهرة لتلقى العلاج. لكنه توفي في المستشفى في ذات العام وترك من الأبناء سبعة أولاد وأربعة بنات. هم:
محمد الحسن _ محمود - أحمد _ نفيسة_ سعيدة - بتول _ إبراهيم _ إسماعيل_ يوسف_امينة_صلاح
توفى في نفس عام إعلان استقلال السودان.
تم تجميع معلومات هذه السيرة من 1.مدونات مصطفى افندي بخط يده فكان يدون ويكتب تفاصيل دقيقة في حياته (احتفظ بهذه المدونات والمفكرات عدد من ابناءه وبناته) .
2. جمعت أيضا بعض المعلومات والصور النادرة والمستندات من ابناءه وبناته ومعظمها من ابنته بتول.